# Mose vass
Mose vass (Cyperus albostriatus) är en halvgräsart som beskrevs av Heinrich Adolph Schrader. Mose vass ingår i släktet papyrusar, och familjen halvgräs. Inga underarter finns listade i Catalogue of Life.

## Bildgalleri

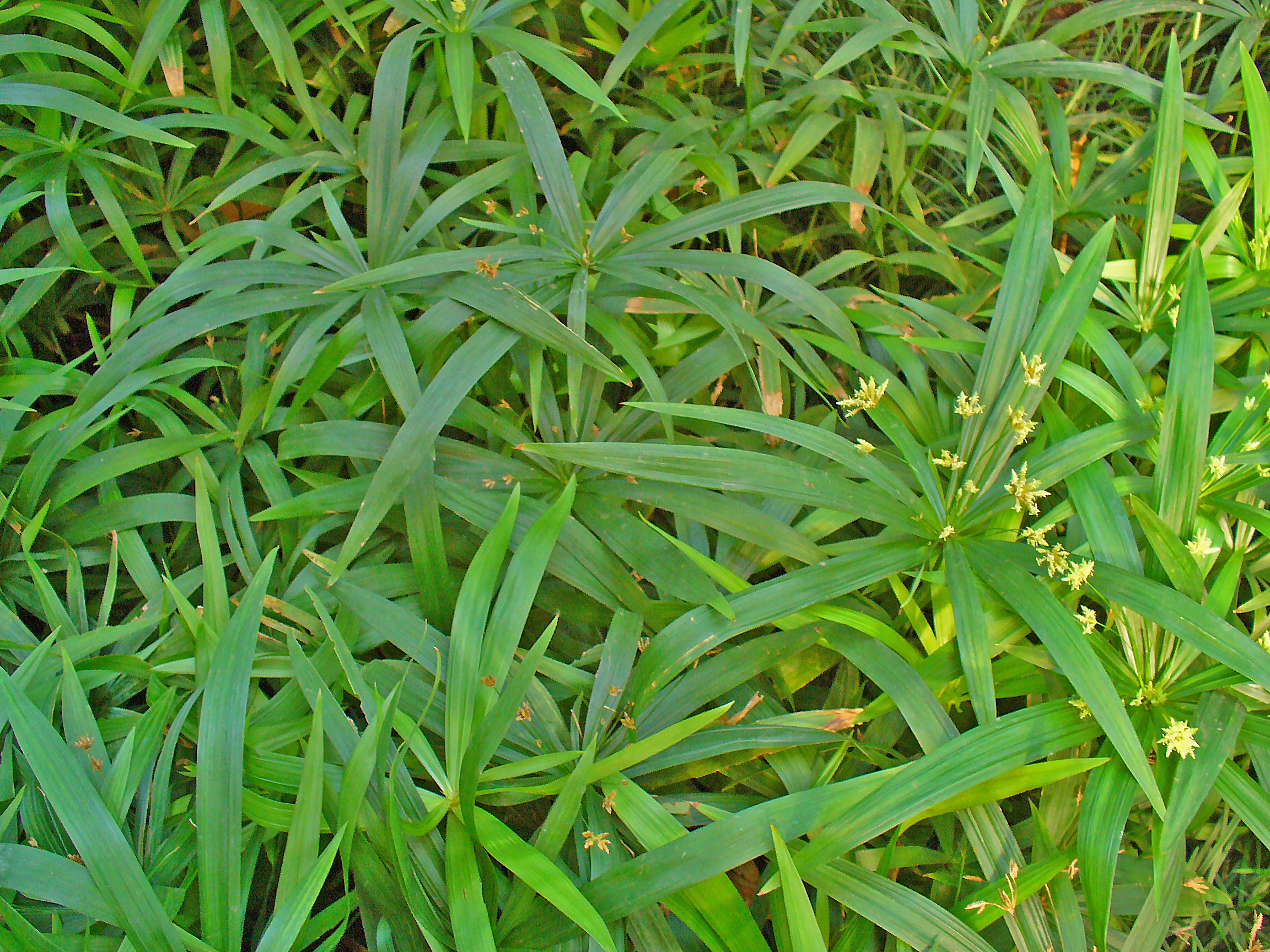
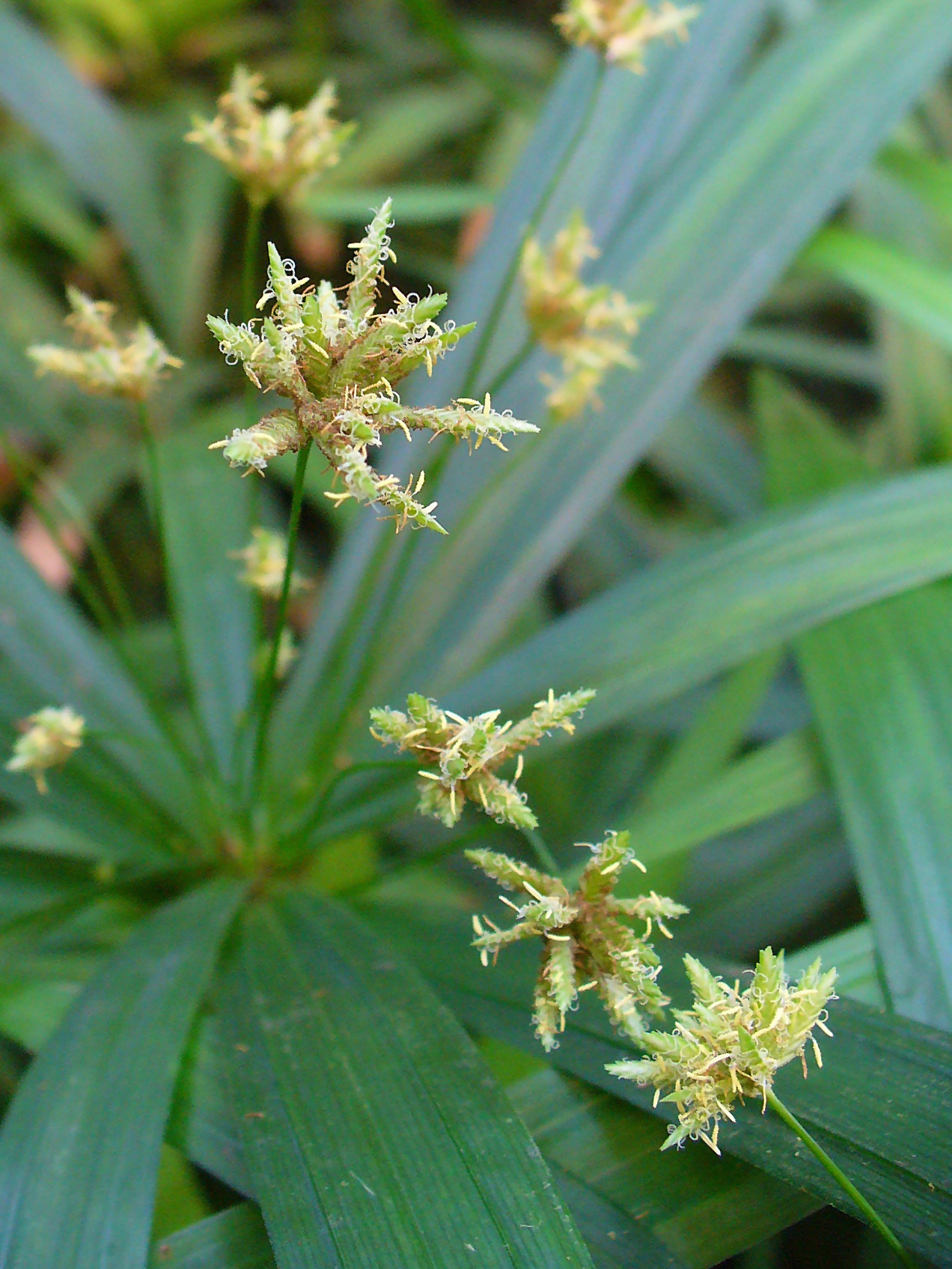
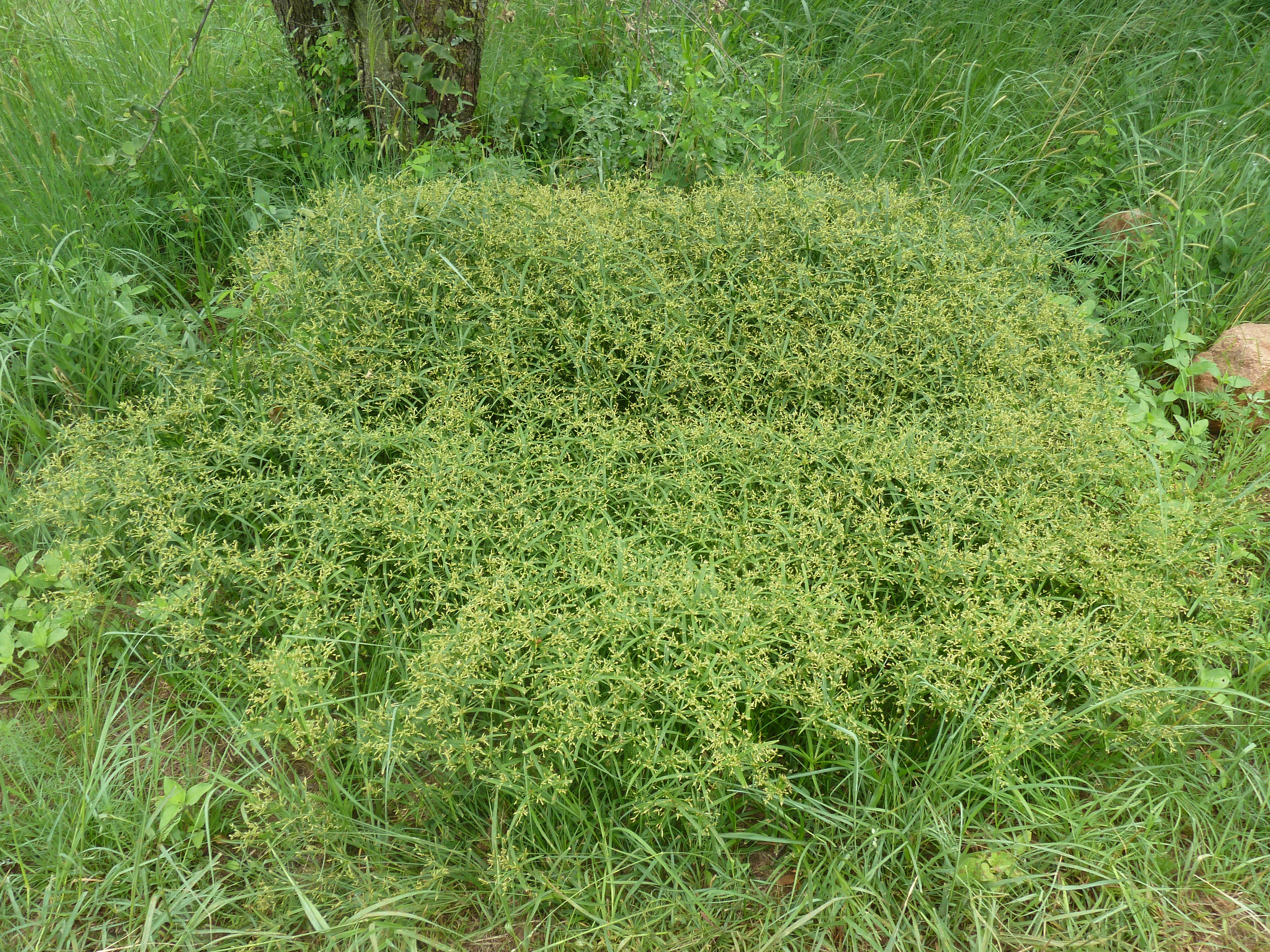
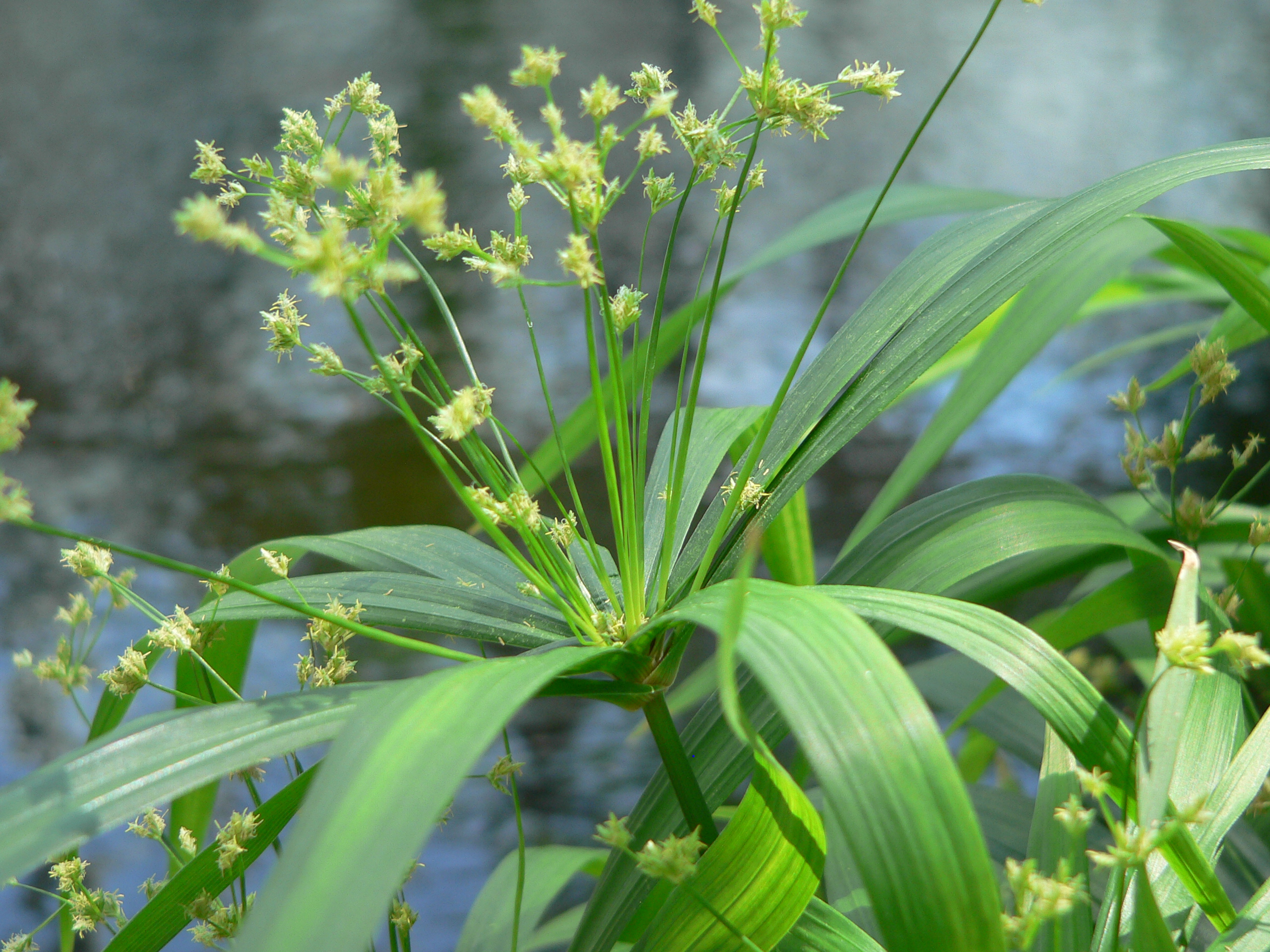